# Nationales Museum der schönen Künste Gapar Aitijew
Das Kirgisische Nationale Museum der schönen Künste Gapar Aitijew ist ein Museum in Bischkek.

## Geschichte
Das Museum wurde 1935 unter der Bezeichnung Kirgisische Staatliche Bildergalerie eröffnet. Damals wurde es von der Kommunistischen Partei finanziert und sollte ein Zentrum kirgisischer Kunst und Kultur werden. Anfangs wurden dort hauptsächlich kommunistische Propagandabilder ausgestellt. An der Eröffnung waren mehrere namhafte kirgisische Künstler beteiligt, darunter auch der Namensgeber Gapar Aitijew. Die ersten 72 Ausstellungsstücke wurden von Semjon Tschuikow kuratiert. Davon stammten 54 aus der staatlichen Tretjakow-Galerie, weitere 18 waren Gemälde diverser russischer Künstler, darunter Wassili Wassiljewitsch Wereschtschagin. 1944 wurde das Institut in Kirgisisches Nationales Museum für Bildende Künste Gapar Aitijew umbenannt. Gapar Ajtjew war einer der ersten modernen Künstler Kirgisistans und hat die kirgisische Kunst maßgeblich geprägt. 1967 eröffnete die ethnographische Sammlung mit heute etwa 3000 Objekten. Seit der Unabhängigkeit wird das Museum vom Kulturministerium verwaltet.

## Ausstellung
Die Ausstellung zeigt sowohl traditionelle kirgisische Kunst als auch Malereien und Skulpturen hauptsächlich kirgisischer Künstler. Auch Werke russischer Künstler sind in geringerer Anzahl vertreten. Daneben werden Kopien bekannter Werke wie die Mona Lisa und Kopien altägyptischer Gegenstände ausgestellt. Zu den traditionellen kirgisischen Artefakten zählen Teppiche der Arten Ala-Kyjys und Schyrdak, traditionelle Kleidung und Filzschuhe. Insgesamt umfasst die Sammlung etwa 18.000 Objekte, die in vier Abteilungen (Angewandte Kunst, Malerei, Grafik und Skulpturen) ausgestellt werden. Die Ausstellung lässt sich in drei Epochen unterteilen: In der ersten sind traditionelle Gegenstände aus der nomadischen Kultur Kirgisistans ausgestellt. In der zweiten sind Skulpturen, Bilder, Grafiken etc. aus der Sowjetära ausgestellt. In der letzten ist zeitgenössische kirgisische Kunst aus der Zeit nach der Unabhängigkeit ausgestellt.

## Gebäude
Das zweistöckige Gebäude ist im sowjetischen Brutalismus gehalten. Es wurde 1974 nach Plänen von Schailo Dschekschenbajew errichtet. Es liegt zentral in Bischkek, östlich des Eichenparks und des Frunse-Museums. Auf der gegenüberliegenden Straßenseite im Osten liegt das Opern- und Balletttheater Bischkek, im Norden liegt die kirgisische Nationalbibliothek. Das Gebäude hat 8799 m² Fläche, wovon 4015 m² für die Ausstellung vorgesehen sind und 1135 für die Lagerung bestimmt sind. 1982 umfasste die Ausstellung 9.421 Exponate und wurde von 810.000 Menschen besucht.